# Nataša Vezmar
Nataša Vezmar (Bjelovar, 24. listopada 1976.), hrvatska taekwondoašica 
Vezmar jedna je od najuspješnijih hrvatskih taekwondoašica svih vremena. Godine 1998. i 2004. proglašena je najboljom sportašicom grada Zagreba. Godine 2006. uvrštena je i među velikane hrvatskog sporta na SRC 'Jarun'. Dobitnica je Državne nagrade za šport "Franjo Bučar" 2003. godine.

## Rezultati

### 2004.godina
- 1. mjesto, Europsko prvenstvo (Lillehammer)
- 1. mjesto, Europski kvalifikacijski turnir za OI (Baku)
- 2. mjesto, Europsko ekipno prvenstvo (Grenoble)
- 1. mjesto, Seniorsko prvenstvo Hrvatske

### 2003.godina
- 2. mjesto, Svjetsko prvenstvo (Garmisch-Partenkirchen)
- 1. mjesto, Otvoreno prvenstvo Njemačke (Bonn)
- 1. mjesto, Otvoreno prvenstvo Zagreba (Zagreb Open)
- 1. mjesto, Memorijalni turnir Andrija Mijačika
- 1. mjesto, Seniorsko prvenstvo Hrvatske

### 2002.godina
- 1. mjesto, Europsko prvenstvo (Samsun)
- 2. mjesto, Svjetski kup (Tokio)
- 1. mjesto, Otvoreno prvenstvo SAD-a(Orlando)
- 1. mjesto, Otvoreno prvenstvo Francuske
- 1. mjesto, Otvoreno prvenstvo Tunisa
- 1. mjesto, Otvoreno prvenstvo Poljske
- 1. mjesto, Otvoreno prvenstvo Hrvatske
- 1. mjesto, Seniorsko prvenstvo Hrvatske

### 2001.godina
- 1. mjesto, Otvoreno prvenstvo Belgije (Herentals)
- 1. mjesto, Svjetski taekwondo festival (Cheongju)
- 1. mjesto, Otvoreno prvenstvo Hrvatske
- 1. mjesto, Seniorsko prvenstvo Hrvatske

### 2000.godina
- 4. mjesto, Olimpijske igre (Sydney)
- 3. mjesto, Europsko prvenstvo (Patras)
- 3. mjesto, Svjetsko studentsko prvenstvo (Kaohsiung)
- 1. mjesto, Svjetski taekwondo festival (Cheongju)
- 1. mjesto, Otvoreno prvenstvo Južne Koreje (Chunchon)
- 1. mjesto, Otvoreno prvenstvo Nizozemske (Eindhoven)
- 1. mjesto, Otvoreno prvenstvo Švicarske
- 1. mjesto, Seniorsko prvenstvo Hrvatske

### 1999.godina
- 1. mjesto, Svjetski kvalifikacijski turnir za OI (Poreč)
- 1. mjesto, Svjetske vojne igre (Zagreb)
- 1. mjesto, Otvoreno prvenstvo Belgije (Herentals)
- 1. mjesto, Otvoreno prvenstvo Nizozemske  (Eindhoven)
- 1. mjesto, Otvoreno prvenstvo Sardinije
- 1. mjesto, Otvoreno prvenstvo Hrvatske
- 1. mjesto, Seniorsko prvenstvo Hrvatske

### 1998.godina
- 1. mjesto, Europsko prvenstvo (Eindhoven)
- 1. mjesto, Otvoreno prvenstvo Njemačke (Bielefeld)
- 1. mjesto, Otvoreno prvenstvo Essena
- 3. mjesto, Svjetsko studentsko prvenstvo (Manzanillo)
- 1. mjesto, Seniorsko prvenstvo Hrvatske

### 1997.godina
- 3. mjesto, Svjetsko prvenstvo (Hong Kong)
- 3. mjesto, Otvoreno prvenstvo Belgije (Herentals)
- 1. mjesto, Otvoreno prvenstvo Njemačke (Bielefeld)
- 1. mjesto, Seniorsko prvenstvo Hrvatske

### 1996.godina
- 1. mjesto, Svjetsko vojno prvenstvo (Pula)
- 1. mjesto, Seniorsko prvenstvo Hrvatske

### 1995.godina
- 3. mjesto, Svjetsko prvenstvo (Manila)
- 1. mjesto, Otvoreno prvenstvo Njemačke (Marburg)
- 1. mjesto, Seniorsko prvenstvo Hrvatske

### 1994.godina
- 2. mjesto, Europsko prvenstvo (Zagreb)
- 1. mjesto, Seniorsko prvenstvo Hrvatske

## Vanjske poveznice
- http://www.taekwondo-metalac.hr/metalac/selekcije/senior/se-vezmar.htm  Arhivirana inačica izvorne stranice od 22. prosinca 2004. (Wayback Machine)